# Tzontecomata
Tzontecomata är en ort i Mexiko.   Den ligger i kommunen Xochitlán de Vicente Suárez och delstaten Puebla, i den sydöstra delen av landet, 170 km öster om huvudstaden Mexico City. Tzontecomata ligger 839 meter över havet och antalet invånare är 404.
Terrängen runt Tzontecomata är kuperad åt nordost, men åt sydväst är den bergig. Runt Tzontecomata är det ganska tätbefolkat, med 129 invånare per kvadratkilometer. Närmaste större samhälle är Olintla, 13,2 km norr om Tzontecomata. I omgivningarna runt Tzontecomata växer huvudsakligen savannskog.